# Oswaldo Vizcarrondo
Oswaldo Augusto Vizcarrondo Araujo (Caracas, 31 mei 1984) is een Venezolaans voetballer die doorgaans als centrale verdediger speelt. Hij verruilde FC Nantes in juli 2017 transfervrij voor Troyes AC. Vizcarrondo debuteerde in 2004 in het Venezolaans voetbalelftal.

## Clubcarrière
Vizcarrondo begon zijn carrière in eigen land bij Caracas FC. In 2007 werd hij kortstondig uitgeleend aan het Argentijnse Rosario Central. Na korte avonturen bij Olimpia, Once Caldas, Deportivo Anzoátegui en Olimpo belandde de centrumverdediger in januari 2012 bij het Mexicaanse América. Die club leende hem tijdens het seizoen 2012/13 uit aan het Argentijnse Lanús. In 2013 werd Vizcarrondo verkocht aan het Franse Nantes, waar hij zijn handtekening zette onder een driejarig contract. Vizcarrondo maakte op 10 augustus 2013 zijn debuut in de Ligue 1, in een thuiswedstrijd tegen SC Bastia.

## Interlandcarrière
Op 11 maart 2004 maakte Oswaldo Vizcarrondo zijn debuut in het Venezolaans voetbalelftal in een oefeninterland tegen Honduras (2–1 winst). Hij speelde de volledige wedstrijd. Op 12 augustus 2009 maakte hij zijn eerste interlanddoelpunt in een vriendschappelijke wedstrijd tegen Colombia in het Giants Stadium in East Rutherford (New Jersey). Nadat in de 38ste minuut de Colombiaan Radamel Falcao zijn land op gelijke hoogte had gebracht met Venezuela, besliste Vizcarrondo de wedstrijd in de 72ste minuut. Hij kopte op aangeven van Luis Manuel Seijas raak. Met zijn land nam Vizcarrondo deel aan de Copa América 2011, waar op 20 juli de halve finale van Paraguay verloren werd. Hij speelde mee in alle wedstrijden en maakte een doelpunt in de kwartfinale tegen Chili (1–2 winst). In de kwalificatie voor het wereldkampioenschap voetbal 2014 speelde Vizcarrondo mee in dertien van de zestien kwalificatieduels.